# Рудово (Луганская область)
Рудово (укр. Рудове) — село, относится к Белокуракинскому району Луганской области Украины.
Население по переписи 2001 года составляло 48 человек. Почтовый индекс — 92232. Телефонный код — 6462. Занимает площадь 0,9 км². Код КОАТУУ — 4420985503.

## Местный совет
92232, Луганська обл., Білокуракинський р-н, с. Курячівка  (укр.)